# Четверо похоронів і одне весілля (фільм)
«Чотири похорони та одне весілля» (англ. Plots with a View) — 40-річна Бетті Рис-Джонс, дружина успішного адвоката, вирішує почати нове життя і втекти з рідного містечка із власником місцевої похоронної контори Борисом Плотца.

## Зміст
Навіжена комедія, в основі сюжету якої божевільне змагання між двома похоронними фірмами. Директор Франк вважає традиційні похорони занадто старомодними і вирішує додати різноманітності в цей процес, придумавши похорони «жанрові», так само, як знімаються фільми. Директор другого похоронного бюро Борис зайнятий підготовкою похоронів тітоньки його коханої Бетті, доброчесної жінки, у яку Борис закоханий вже 30 років.

## Ролі
| Актор           | Роль |
| --------------- | ---- |
| Бренда Блетін   | -    |
| Альфред Моліна  | -    |
| Наомі Воттс     | -    |
| Роберт П'ю      | -    |
| Крістофер Вокен | -    |
| Лі Еванс        | -    |
| Ханна Хіггінс   | -    |
| Джошуа Дженкінс | -    |
| Шон Філліпс     | -    |
| Менна Трасслер  | -    |

## Знімальна група
- Режисер — Нік Харран
- Сценарист — Фред Понзлов
- Продюсер — Майкл Кауен, Сюзанн Лайонс, Джейсон Пітті
- Композитор — Руперт Грегсон-Вільямс